# Bouquehault
Bouquehault település Franciaországban, Pas-de-Calais megyében. Lakosainak száma 794 fő (2022. január 1.). Bouquehault Rodelinghem, Licques, Alembon, Campagne-lès-Guines, Guînes és Hermelinghen községekkel határos.

## Népesség
A település népességének változása:
| Lakosok száma | 719  | 742  | 759  | 765  | 776  | 786  | 787  | 790  | 794  |
|               | 2013 | 2015 | 2016 | 2017 | 2018 | 2019 | 2020 | 2021 | 2022 |